# Alianza de Civilizaciones

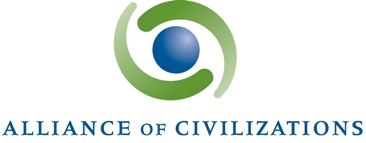
Logo de la Alianza de Civilizaciones

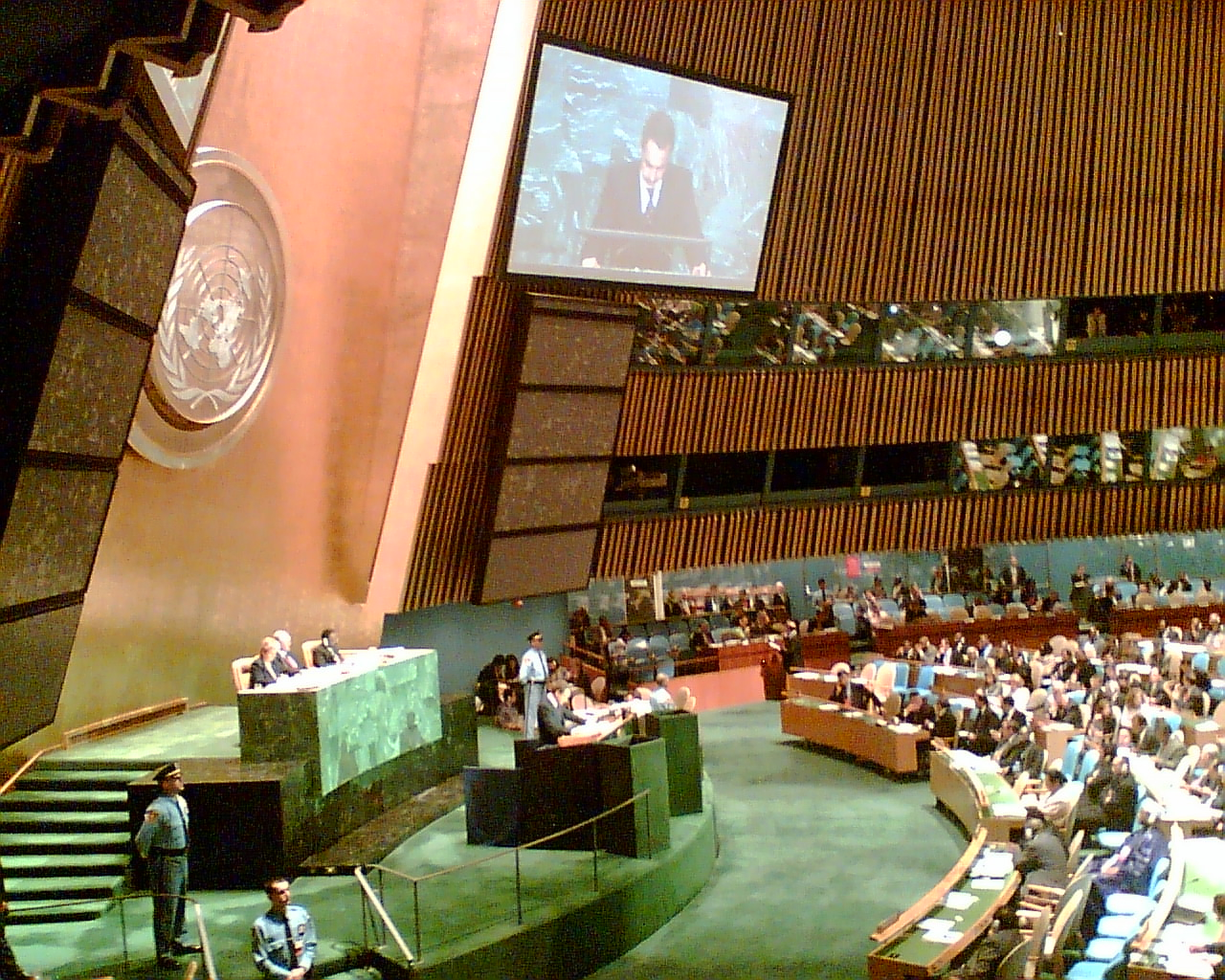
El expresidente español José Luis Rodríguez Zapatero en la Asamblea General de la ONU

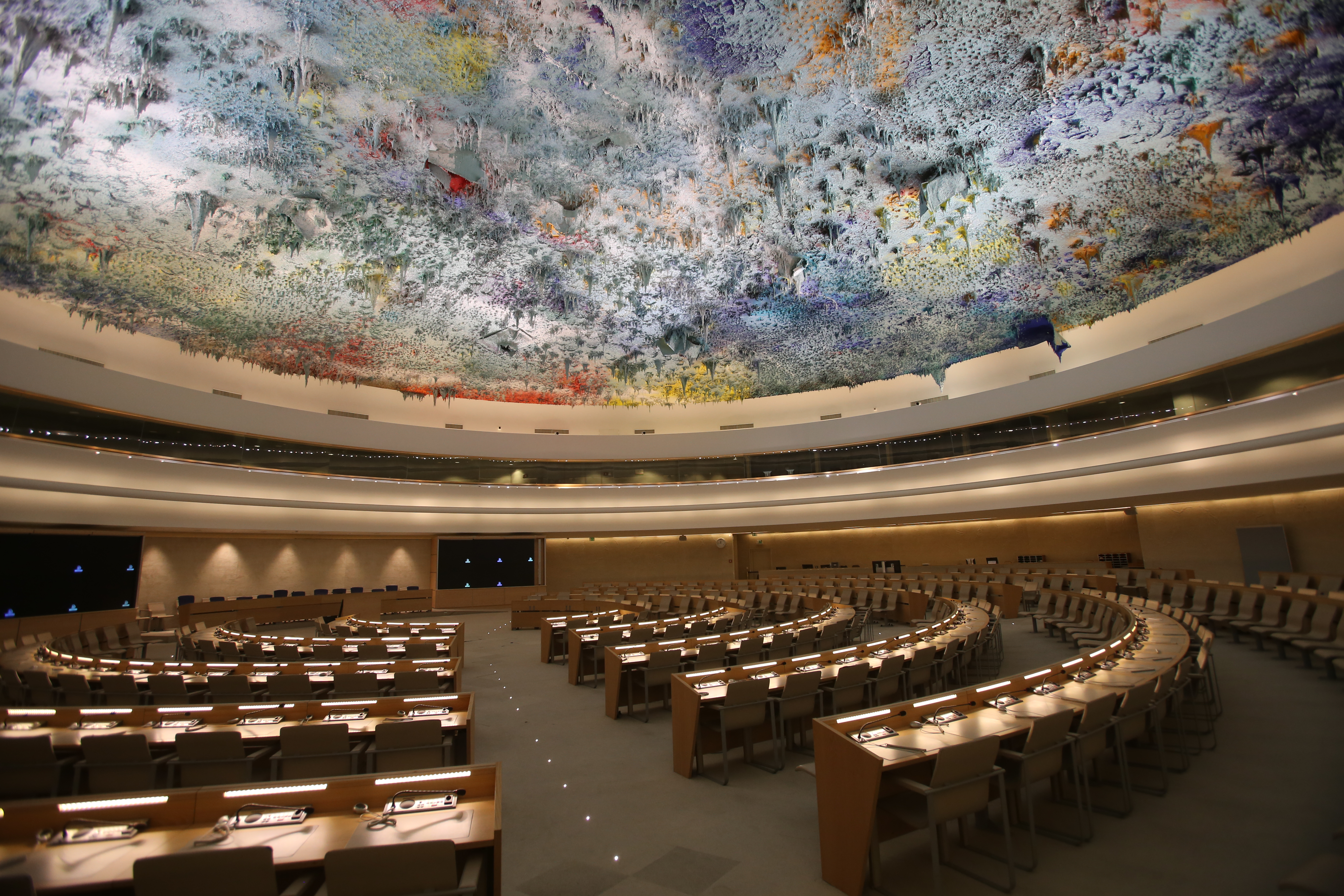
Sala de los Derechos Humanos y la Alianza de Civilizaciones. La cúpula fue decorada por Miquel Barceló en 2008. Sede del Consejo de Derechos Humanos de las Naciones Unidas en Ginebra, Suiza.

Alianza de Civilizaciones (UNAOC por sus siglas en inglés) es el nombre del programa adoptado por las Naciones Unidas el 26 de abril de 2007 bajo la secretaría general de Ban Ki-moon, con el nombramiento de Jorge Sampaio como alto representante de las Naciones Unidas en la Alianza de las Civilizaciones. Desde febrero de 2019, el alto representante es el español Miguel Ángel Moratinos. Su sede central está ubicada en Nueva York.

## Lanzamiento de la iniciativa
La idea fue propuesta por el presidente del Gobierno español José Luis Rodríguez Zapatero en la 59.ª Asamblea General de la ONU, el 21 de septiembre de 2004. Aquella propuesta defendía una alianza entre Occidente y el mundo árabe y musulmán con el fin de combatir el terrorismo internacional por otro camino que no fuera el militar. 
Esta idea recupera, centrándose en una alianza entre las civilizaciones islámica y occidental, la propuesta de desarrollar un Diálogo entre civilizaciones formulada por primera vez por Mohammad Jatamí, presidente de Irán, quien en 1998 introdujo la idea en contraposición a la teoría del Choque de civilizaciones de Samuel P. Huntington. A partir de ello se proclamó 2001 como el Año de las Naciones Unidas del Diálogo entre Civilizaciones.
El programa propuesto tiene como puntos fundamentales la cooperación antiterrorista, la corrección de desigualdades económicas y el diálogo cultural. Antes de ser asumido por la ONU, la propuesta consiguió el patrocinio del primer ministro de Turquía, Recep Tayip Erdogan, así como el respaldo de una veintena de países de Europa, Latinoamérica, Asia y África, además de la Liga Árabe. En febrero de 2006, por medio de una carta de la secretaria de Estado de los Estados Unidos, Condoleezza Rice, el gobierno estadounidense declaraba su interés en la iniciativa y su confianza en que los proyectos de la Alianza "sean compatibles con los objetivos de Estados Unidos".
Tras la adopción de la iniciativa, el secretario general de Naciones Unidas Kofi Annan estableció un grupo de dieciocho personalidades de alto nivel, entre las que se incluyen: el presidente iraní Muhammad Jatami, el Premio Nobel de la Paz de 1984 Desmond Tutu, el historiador y político chino Pan Guang, el Premio Príncipe de Asturias de Cooperación Internacional de 1982 Enrique Valentín Iglesia y el exdirector de la Unesco Federico Mayor Zaragoza para presentar un plan de acción a finales del año 2005.
En abril de 2007, el expresidente portugués Jorge Sampaio fue nombrado por el secretario general de las Naciones Unidas, Ban Ki-Moon, como Alto Representante de la Organización para la Alianza de Civilizaciones.
El Gobierno de Estados Unidos se incorporó al Grupo de Amigos de la Alianza de Civilizaciones el 13 de mayo de 2010, bajo la presidencia de Barack Obama, reconociendo "el valor de la Alianza de las Civilizaciones como una importante iniciativa que busca el mejor entendimiento entre las culturas y los pueblos, Estados Unidos se une a los 119 países y organizaciones internacionales que son miembros del Grupo de Amigos de la Alianza.
Tras la presentación de la iniciativa en el Foro de Madrid, la siguiente etapa ha perseguido su internacionalización y su anclaje a nivel de la sociedad civil. Para esta nueva fase en el Ministerio de Asuntos Exteriores y de Cooperación (en adelante, MAEC), se nombró adscrita a la Dirección General de Naciones Unidas, luego Dirección General de Asuntos Multilaterales, la Misión Especial para la Alianza de Civilizaciones, en septiembre de 2008, la cual a partir de julio de 2009 ha ejercido como Punto Focal o representante nacional de la Alianza para España.
La Asamblea General de Naciones Unidas aprobó el 10 de noviembre de 2009, por consenso y con el copatrocinio de 96 países, a iniciativa de España, la Resolución A64/L14 sobre la Alianza de Civilizaciones, en la que se expresó el apoyo formal y político de Naciones Unidas a la iniciativa, se reconoció el trabajo realizado y se animó a continuar su labor.
En marzo de 2013 fue nombrado alto representante para la Alianza el diplomático catarí Nassir Abdulaziz al Nasser. Desde enero de 2019 el alto representante de Naciones Unidas para la Alianza de Civilizaciones es el español Miguel Ángel Moratinos.

## Grupo de Amigos de la Alianza de las Civilizaciones
El Grupo de Amigos en torno a la Alianza de Civilizaciones son países y organizaciones internacionales que participan de alguna forma en el proyecto y que ha crecido de manera constante, y que supera en 2010 el centenar -89 países y 17 organizaciones internacionales-. También ha aumentado la red de acuerdos de la Alianza de Civilizaciones con organizaciones internacionales y representantes de la sociedad civil, así como el número de proyectos en curso.
Se han institucionalizado las reuniones del Grupo de Amigos, que se reúne a nivel Ministerial dos veces al año (septiembre en la Asamblea General de Naciones Unidas y en el Foro); dos o tres veces a nivel de Representantes Permanentes en Nueva York; y al menos dos veces a nivel de Puntos Focales nacionales.
No obstante, la implicación política y el compromiso financiero de los miembros del Grupo de Amigos distan de ser los mismos. Así, se aprecia un mayor grado de participación y apoyo político por parte de los países de la región mediterránea, ámbito en el que tiene su origen la iniciativa, particularmente interesados en la problemática asociada a la cuestión denominada "Islam-Occidente".

### Estados
| Europa - Albania - Alemania - Austria - Bélgica - Bielorrusia - Bosnia y Herzegovina - Bulgaria - República Checa - Chipre - Croacia - Dinamarca - Eslovaquia - Eslovenia - España - Estonia - Finlandia - Francia - Grecia - Hungría - Irlanda - Italia - Letonia - Lituania - Luxemburgo - Macedonia del Norte - Malta - Montenegro - Noruega - Países Bajos - Polonia - Portugal - Reino Unido - Rumania - Rusia - Serbia - Suecia - Suiza - Ucrania | América - Argentina - Bolivia - Brasil - Canadá - Chile - Colombia - Costa Rica - República Dominicana - Ecuador - El Salvador - Estados Unidos - Guatemala - México - Nicaragua - Panamá - Paraguay - Perú - Uruguay - Venezuela | África - Angola - Argelia - Burkina Faso - Cabo Verde - Egipto - Etiopía - Gambia - Ghana - Guinea Bissau - Mali - Marruecos - Mozambique - Santo Tomé y Príncipe - Senegal - Sudáfrica - Sudán - Tanzania - Túnez - Yemen | Asia y Oceanía - Afganistán - Arabia Saudita - Australia - Azerbaiyán - Bangladés - Baréin - China - Corea del Sur - Filipinas - Georgia - Emiratos Árabes Unidos - India - Indonesia - Irán - Japón - Jordania - Kazajistán - Kuwait - Líbano - Malasia - Nueva Zelanda - Omán - Pakistán - Catar - Siria - Surinam - Tailandia - Turquía - Timor Oriental - Uzbekistán |

### Organizaciones internacionales
- Alto Comisionado de las Naciones Unidas para los Refugiados (ACNUR)
- Centro de Investigación para la Historia, el Arte y la Cultura Islámicos (IRCICA)
- Ciudades y Gobiernos Locales Unidos (CGLU)
- Comisión Europea
- Comunidad de Países de Lengua Portuguesa (CPLP)
- Consejo de Europa
- Liga de Estados Árabes
- Organización Islámica para la Educación, la Ciencia y la Cultura (ISESCO)
- Organización de Cooperación Económica del Mar Negro (BSEC)
- Organización de Estados Americanos (OEA/OAS)
- Organización de la Conferencia Islámica (OCI)
- Organización de las Naciones Unidas para la Educación, la Ciencia y la Cultura (UNESCO)
- Organización Internacional de las Migraciones (OIM)
- Organización Internacional de la Francofonía (IOF)
- Organización Internacional del Trabajo (OIT)
- Organización Liga Árabe para la Educación, la Ciencia y la Cultura (ALECSO)
- Organización Mundial del Turismo (UNWTO)
- Organización para la Seguridad y Cooperación en Europa (OSCE)
- Secretaría General Iberoamericana (SEGIB)
- Unión Interparlamentaria (UIP)
- Unión Africana (UA)
- Unión Latina (UNILAT)
- Unión para el Mediterráneo

## Objetivos
La Alianza de Civilizaciones pretende:
- Fomentar el diálogo y la cooperación entre diferentes comunidades
- Construir puentes que unan a los pueblos y personas más allá de sus diferencias culturales o religiosas
- Desarrollar acciones concretas destinadas a la prevención de los conflictos y a la construcción de la paz
- Abordar las fisuras entre las sociedades, reafirmando un paradigma de respeto mutuo entre los pueblos de diferentes tradiciones culturales y religiosas
- Contribuir a crear las condiciones necesarias para que los responsables procedentes de entornos culturales y religiosos diferentes tengan un mejor conocimiento y entendimiento mutuos
- Movilizar a colectivos que puedan actuar como factores de moderación

## Altos representantes del secretario general de la ONU
- Jorge Sampaio (2007 - 2013)
- Nassir Abdulaziz Al-Nasser (2013-2018)
- Miguel Ángel Moratinos (2019 - Actualidad)

## Foros de la Alianza de Civilizaciones

### I Foro
El 15 de enero de 2008 se inaugura en Madrid el I Foro de la Alianza de Civilizaciones. En este momento, además de la ONU, son ochenta los países que han dado su apoyo a esta iniciativa de los que únicamente once aportan fondos a la misma. Destacan las ofertas efectuadas por la reina Noor de Jordania y la jequesa qatarí Mozah bint Nasser al Missned; cada una se comprometió a aportar cien millones de dólares para los diversos proyectos que se inicien al amparo de esta organización.

### II Foro
El 6 y 7 de abril de 2009 tuvo lugar en Estambul el II Foro de la Alianza de Civilizaciones con la presencia de 83 países y 17 organismos internacionales. Destacó la presencia del presidente de los Estados Unidos Barack Obama al cóctel previo a la cena ofrecida por el primer ministro turco, Recep Tayyip Erdoğan, a los jefes de las delegaciones participantes en el Foro.

### III Foro
El 28 y 29 de mayo de 2010 se celebró el III Foro de la Alianza de Civilizaciones en Brasil.
El gobierno de los Estados Unidos comunicó oficialmente su participación en el Grupo de Amigos de la Alianza de las Civilizaciones el 13 de mayo de 2010 "reconociendo el valor de la Alianza de las Civilizaciones como una importante iniciativa que busca el mejor entendimiento entre las culturas y los pueblos, Estados Unidos se une a los 119 países y organizaciones internacionales que son miembros."

### IV Foro
Entre el 11 y el 13 de diciembre de 2011 se celebró el IV Foro de la Alianza de Civilizaciones en Doha (Catar). A lo largo del Foro, se profundizó en la unión entre los objetivos de la Alianza de Civilizaciones y los Objetivos de Desarrollo del Milenio, con el fin de reforzar la implementación conjunta de los esfuerzos propios de cada una de las agendas.

### V Foro
Los preparativos del V Foro de la Alianza de Civilizaciones en Viena (Austria) para el año 2013 comenzaron a lo largo de 2012 sobre la base de las conclusiones extraídas del Foro de Doha.

### VI Foro
Los preparativos del VI Foro de la Alianza de Civilizaciones en Bali (Indonesia) para el año 2014 comenzaron a lo largo de 2013 sobre la base de las conclusiones extraídas del Foro de Viena.

### VII Foro
Entre los días 25 y 27 de abril de 2016 se celebró en Bakú, (Azerbaiyán) el VII Foro de la Alianza de Civilizaciones bajo el lema “Vivir juntos en sociedades inclusivas: un desafío y una meta”.

## Críticas
En España y en otros ámbitos, el proyecto de la Alianza de Civilizaciones ha recibido críticas diversas por parte de diversas organizaciones y personalidades.
Henry Kamen, historiador británico y profesor en distintas universidades de España, Gran Bretaña y Estados Unidos, así como en el Consejo Superior de Investigaciones Científicas afirmó que la Alianza de Civilizaciones era inútil o incluso una farsa puesto que una alianza necesita compartir una serie de conceptos en común, algo que, en su opinión, no sucede entre los occidentales liberales y el mundo islámico. En su artículo ¿Qué alianza? ¿Qué civilizaciones? (2004) afirmaba irónicamente que:

“Se supone que la intención no es exportar los decadentes conceptos culturales occidentales, como democracia, derechos de la mujer, libertad de expresión, libertad religiosa o tolerancia sexual. Si Zapatero no tiene intención de profundizar en estos temas, ¿entonces intentará profundizar en conceptos como la dictadura, el control de la prensa y la negación de la libertad sexual?”
Henry Kamen

Rafael L. Bardají, fundador del GEES (un think tank español vinculado ideológicamente al Partido Popular) y actual director de Política Internacional de la FAES argumenta, para no apoyar el proyecto de la Alianza de Civilizaciones, entre otros motivos que:

"se trata de una iniciativa para mayor gloria de Zapatero y su Gobierno, no de España, que busca condenar la política de los anteriores Gobiernos en materia antiterrorista, con especial énfasis en las intervenciones exteriores como Irak y que la iniciativa de Zapatero se explica en parte por su necesidad de reconocimiento internacional. También apunta que «se cuenta con una experiencia previa que ha sido todo un sonado fracaso. No suele decirse, pero la propuesta de ZP es un puro plagio de la que lanzó Jatami en 1998, ante el mismo foro, el 21 de septiembre de 1998» y que «la propuesta parte de un planteamiento equivocado y peligroso. La “Alianza”, al igual que el “Diálogo” de Jatami, fija las civilizaciones, puesto que el diálogo busca el entendimiento del otro, no su cambio o transformación.» Según dice, se comete un grave error, ya que «sitúa el fenómeno terrorista más allá de las civilizaciones, como algo externo, cuando en realidad es todo lo contrario: un producto de la enseñanza fundamentalista del Islam militante»."
Rafael L. Bardají

El político, también del Partido Popular, y escritor Gustavo de Arístegui también se mostró crítico:

Históricamente las alianzas se han forjado sobre la base de coincidencia de intereses, de enemigos o bien por compartir los mismos principios y valores. Para los demócratas del mundo entero, no exclusivamente para los occidentales, esos principios y valores son los derechos y libertades fundamentales del ser humano, los derechos humanos, que son, deberían ser al menos, de validez y ámbito universal, e irrenunciables y en consecuencia innegociables. La alianza de civilizaciones fue una adenda precipitadamente añadida al discurso ante la Asamblea General de la ONU del presidente Rodríguez Zapatero, que sin embargo, lejos de lo que alguno creen, no es sólo una ocurrencia sin trascendencia, es potencialmente peligrosa y debilita esos fundamentos sobre los que se asienta la democracia: es decir los derechos y libertades fundamentales.
Gustavo de Arístegui

Como rechazo del concepto, José María Aznar (presidente del gobierno español anterior a José Luis Rodríguez Zapatero),  lo parafrasea, abogando por la alternativa planteada unos meses antes por GEES:  La Alianza de los civilizados, argumentando que la civilización es una, con distintas expresiones culturales, con diferentes experiencias históricas, bajo diversas creencias y raíces religiosas. Pero una única civilización, en contraposición al término civilizaciones de Jatamí o Zapatero.

## Premios
La Alianza fue distinguida con el premio "Diálogo de Civilizaciones", que fue dado por el Rumi Forum y la Universidad de Georgetown, Centro para la Investigación de la Paz y la Seguridad en Washington. El presidente español José Luis Rodríguez Zapatero y el presidente turco Recep Tayyip Erdoğan recibieron el premio de mano del Cardenal Arzobispo Theodore McCarric.